# Csillagászati aberráció
A fény csillagászati aberrációjának nevezzük azt a fizikai jelenséget, amely a fény véges sebessége és a távcső mozgása következtében kissé eltérő pozícióban mutatja a csillagot, mint ahol az valójában van. A latin aberratio szó magyarul elhajlást jelent, ami a jelen esetben kifejezően adja vissza a jelenség lényegét.

## Felfedezése
A csillagászati aberráció – sok más esethez hasonlóan – más irányú kutatás folyamán került felfedezésre. Kopernikusz heliocentrikus rendszerének bizonyítása az elmélet nyilvánosságra kerülését követően sok tudóst foglalkoztatott. Az egyik következmény, hogy a Nap körül keringő Földről a közeli csillagok – a parallaxis következtében – folyamatosan változó helyen látszanak. Azonban a csillagoknak a földpálya méreteihez viszonyított sokszorta nagyobb távolsága még a távcső csillagászati használatba vételét követően 100-150 évvel később sem tette lehetővé ilyen kicsiny szögváltozás mérését.
Elsőként 1669-ben Robert Hooke kísérelte megmérni a Sárkány csillagkép gamma jelű csillagának évi parallaxisát. A saját maga építette zenit teleszkóppal a londoni Gresham College-beli lakásából végezte a megfigyeléseket. A zenit távcső egy olyan lencsés távcső, amely függőlegesen áll. Előnye, hogy a zenit környékén a megfigyelést kevésbé zavarja a  légköri refrakció és a légköri turbulencia, valamint a kedvező mechanikai viszonyok következtében pontos pozíciómérést teszi lehetővé. Hooke azért választotta éppen ezt a csillagot a megfigyeléshez, mert szinte teljesen London felett halad át. Hooke azt a szöget mérte, amit a csillag helyzete a meridiánon való áthaladás közben a zenittel bezár. 1674-ben részletesen publikálta a mérési eljárást, az eredményeit, és a meggondolásait a tapasztaltakról. Sajnos a távcsővel adódó problémák miatt csak négy megfigyelés eredményét tudta közölni, ez pedig nem volt elegendő a jelenség helyes magyarázatának felismeréséhez.
A 18. század elején a jómódú Samuel Molyneux magán-csillagvizsgálót létesített az angliai Kewben, ahol egy 7,4 m hosszú zenit-távcsövet is elhelyeztek. Molyneux és barátja, James Bradley ezzel a műszerrel kezdte meg 1725 decemberében a Sárkány csillagkép gamma jelű csillagának méréseit Hooke módszere alapján. A távcső mérési pontossága fél ívmásodperc körül volt, ami a sikeres parallaxisméréshez kevés: ennek ellenére nem kis meglepetéssel tapasztalták, hogy a csillag egy év alatt egy kis ellipszist ír le, melynek fél nagytengelye kb. 21 szögmásodperc. A jelenség helyes értelmezését megkönnyítette számukra, hogy a többi csillagnál is ugyanezt a helyváltozást figyelték meg. A londoni Királyi Társaság folyóiratában megjelent értekezés egy csapásra ismertté tette James Bradley nevét, aki később a Greenwichi Királyi Obszervatórium igazgatója lett.

### A felfedezés egyéb vonatkozásai
Az aberráció hatásának mérésekkel történő kimutatása, számszerűsítése és értelmezése fizikai bizonyíték a Föld Nap körüli keringésére, a heliocentrikus rendszer helyességének bizonyítására. Másrészt a továbbiakban ismertetésre kerülő részletek szerint az évi aberráció értéke, a fény sebessége és a Föld keringési sebessége között felírható egy függvénykapcsolat. A fény sebességét mintegy 40 évvel korábban Ole Rømer dán fizikus adta meg először 1676-ban a Jupiter négy holdjának periodikus fényváltozásaiból.  Miután Bradley az aberráció nagyságát kiváló pontossággal meg tudta mérni – bár a Föld keringési sebességét nem ismerte pontosan –, ebből a fény terjedési sebességére 295 000 km/s értéket kapott, ami a ma ismert értékhez viszonyítva mindössze 0,02%-os eltérést jelent.

## A jelenség magyarázata
A csillagászati aberráció könnyen értelmezhető azzal a hasonlattal, amikor a mozgó vonat ablakában úgy látjuk, hogy az esőcseppek ferde vonalban esnek a föld felé. Azt is tapasztalhatjuk, hogy a ferdeség mértéke a vonat sebességétől függ.
A csillagok esetében az aberrációt úgy magyarázzuk, hogy a távcső parányit elmozdul, amíg a fénysugár az objektívjének középpontjától a fókuszpontjáig elér, ezért a képpont a mozgás irányával ellentétesen, kissé hátrébb képeződik le: ahhoz, hogy a csillag a szálkereszt metszéspontjában legyen, a tubust meg kell dönteni. Az aberrációs szög egyszerű geometriai módszerrel meghatározható:
{\displaystyle \beta ''=0,688''v\,\sin \,\psi \qquad (1)}
ahol v az elmozdulás sebessége és ψ a mozgás iránya (apex) és a csillagirány által bezárt szög.
Az aberrációs szög értékét ívmásodpercben kapjuk.
Látható, hogy amennyiben az elmozdulás a csillag irányába történik (ψ=0), akkor az aberráció értéke nulla, és maximális, ha ψ=90°.
Ha a v értéke megközelíti a fénysebesség értékét, akkor a fenti egyszerű képlet helyett a relativisztikus elméletet kell alkalmazni.

## Az aberráció fajtái és mértéke
A megfigyelő mozgása alapvetően három részre osztható:
- A Nap és vele együtt a Naprendszer mozgása
- A Föld keringése a Nap körül
- A Föld forgása

### Évszázados aberráció
A Naprendszer 19,5 km/s sebességgel mozog a Herkules csillagkép felé. Az (1) alapképletet felhasználva az évszázados aberráció értéke:
{\displaystyle \beta _{0}''=0,688''\cdot 19,5\sin \,\psi },
azaz
{\displaystyle \beta _{0}''=13''\sin \,\psi }
Mivel a Naprendszer sebessége változatlan és a más mérések eredményét sem befolyásolja, ezért – ellentétben az éves és napi aberrációval – az égi objektumok helyzetének meghatározásánál nem szükséges számításba venni.

### Évi aberráció
Az évi aberráció a Föld Nap körüli keringése folytán áll elő, így felfedezése a kopernikuszi világkép első fizikai bizonyítéka volt.
Az aberráció ismeretének fontossága abban áll, hogy a megfigyelt égitest pontos valódi helyzetét, esetleg a katalógusból származó valódi helyzet ismeretében egy adott földrajzi helyen, adott pillanatban érvényes látszó helyzetét meghatározhassuk. Mivel a csillagászatban különböző koordináta-rendszereket használunk, ezért a továbbiakban két esetet ismertetünk.

#### Az aberráció hatása azekliptikai koordináta-rendszerben
A jelen esetben a mozgás a λ = λN + 270° és β = 0° ekliptikai koordináták felé irányul.
A csillagok az évi aberráció következtében olyan ellipszist írnak le valódi pozíciójuk körül, melynek az ekliptikával párhuzamos fél nagytengelye hosszúsága k, fél kistengelye pedig k sin β, ahol β a csillag ekliptikai szélessége. Ebből következik, hogy az ekliptika pólusa (vagy az ott elhelyezkedő csillag) k sugarú kört, az ekliptika síkjában található objektumok 2k hosszúságú egyenes szakaszt rajzolnak az égboltra.

#### Második egyenlítői koordinátákváltozása az aberráció következtében
A mozgás iránya ebben az esetben egyszerű alakban nem adható meg, de az egyenletrendezés során ismert argumentumokká alakul át.

##### Első közelítés
Ha eltekintünk a Földnek a valóságot jobban megközelítő, Kepleri ellipszisen történő mozgásától, és az egyszerűbb körpályát modellezzük, akkor az (1) egyenlet a következő alakot ölti:
{\displaystyle \beta ''=0,688''\cdot 29,773\,\sin \,\psi }
A 0,688" · 29,773 = 20,495 52" értéket az évi aberráció állandójának nevezzük, és k-val jelöljük.
{\displaystyle \alpha '-\alpha =-k\,\sec \delta \cos \alpha \cos L_{N}\cos \epsilon -k\,\sin \alpha \sin L_{N}\sec \delta \qquad (2)}
{\displaystyle \delta '-\delta =-k\,\cos L_{N}(\sin \epsilon \cos \delta -\sin \alpha \sin \delta \cos \epsilon )-k\,\sin L_{N}\cos \alpha \sin \delta \qquad (3)},
ahol α = rektaszcenzió, δ = deklináció, ε az ekliptika és az égi egyenlítő hajlásszöge, LN a Nap ekliptikai hosszúsága és k az évi aberráció állandója.

##### Aberráció ellipszispálya esetében

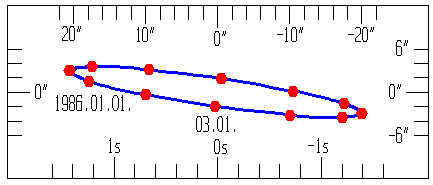
Az Aldebaran koordinátaváltozása az évi aberráció következtében az 1986. év során

Ha a Föld ellipszispályán történő mozgását figyelembe kell venni, akkor a (2) és (3) egyenletek az alábbiak szerint módosulnak:
{\displaystyle \alpha '-\alpha =-k\,\sec \delta \cos \alpha \cos L_{N}\cos \epsilon -k\sin \alpha \sin L_{N}\sec \delta +}
{\displaystyle +ke\,\sec \delta (\sin \alpha \sin \omega +\cos \alpha \cos \omega \cos \epsilon )},
illetve
{\displaystyle \delta '-\delta =-k\,\cos L_{N}(\sin \epsilon \cos \delta -\sin \alpha \sin \delta \cos \epsilon )-k\sin L_{N}\cos \alpha \sin \delta +}
{\displaystyle +ke\,[\sin \omega \cos \alpha \sin \delta +\cos \omega \cos \epsilon (\tan \epsilon \cos \delta -\sin \alpha \sin \delta )]},
ahol az előbb ismertetett változókon kívül e a földpálya excentricitása és ω a perihélium hosszúsága.
Látható, hogy a körpályára vonatkozó egyenletek egy elliptikus korrekciót kapnak, amely két kifejezés szorzata. A ke tényező az évi aberrációs állandó és a pályaexcentricitás szorzata, értéke 0,34". A szögletes zárójelben olvasható trigonometrikus kifejezés értéke 0 és 1 között változhat, tehát az elliptikus korrekció maximum 0,34" lehet. Amennyiben a pozíció meghatározás nem kíván 1"-nél nagyobb pontosságot, akkor elegendő a (2) és (3) képleteket alkalmazni.

### Napi aberráció
A Föld tengely körüli forgása szintén aberrációt okoz a fénymenetben, s így hatással van a csillagok látszó helyzetére, bár kisebb mértékben, mint az évi aberráció. A kerületi sebesség a földrajzi szélességtől függ:
{\displaystyle v={\frac {2\pi R\cos \phi }{86164}}},
ahol R a Föld sugara és φ a földrajzi szélesség. 6368 km értéket behelyettesítve:
{\displaystyle v=0,464\,\cos \phi }
A kerületi sebességet behelyettesítve az (1) egyenletbe:
{\displaystyle \beta ''=0,319''\,\cos \phi \sin \psi }
A 0,319" együtthatót a napi aberráció állandójának nevezzük, és a továbbiakban k0-val jelöljük.

#### Koordinátaváltozás ahorizontális koordináta-rendszerben
Ebben az esetben az apexirány kelet felé mutat; a koordinátaváltozások az alábbi képletek alkalmazásával számíthatók ki:
{\displaystyle A'-A=-{\frac {k_{0}\cos \phi \cos A}{\cos h}}},
illetve
{\displaystyle h'-h=k_{0}\,\cos \phi \sin A\sin h},
ahol A a csillag azimutja, h a magassága.

#### Koordinátaváltozás a második egyenlítői koordináta-rendszerben

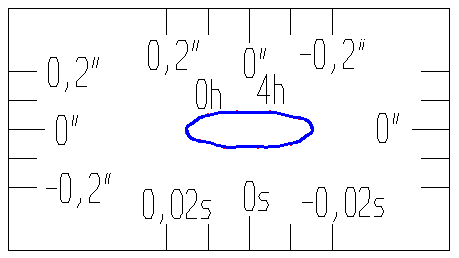
Az Aldebaran koordinátaváltozása a napi aberráció következtében az északi szélesség 46. fokán, 1986. január 1-jén

A tárgyalt esetben az apexirány 6h + s és 0°, ahol s a csillagidő. A koordinátaváltozások az alábbi képletek alkalmazásával számíthatók ki:
{\displaystyle \alpha '-\alpha ={\frac {k_{0}\cos \phi \cos t}{\cos \delta }}},
illetve
{\displaystyle \delta '-\delta =k_{0}\,\cos \phi \sin t\sin \delta },
ahol α a rektaszcenzió, t az óraszög és δ a deklináció. 
A deklinációváltozásnál k0 a már ismert 0,319"-es érték, viszont a 24 órás beosztást használó rektaszcenzió esetében 0,0213s-et kell behelyettesíteni!
A k0 együttható értékéből és a trigonometrikus kifejezésből látható, hogy 0,5"-nél kisebb pontosságú méréseknél a napi aberrációt nem szükséges figyelembe venni.